# Wybory parlamentarne w Australii w 1919 roku
Wybory parlamentarne w Australii w 1919 roku odbyły się w dniu 13 grudnia. Przedmiotem głosowania była obsada wszystkich 75 mandatów w Izbie Reprezentantów oraz 19 z 36 mandatów w Senacie. 
Wybory, w odniesieniu do Izby Reprezentantów po raz pierwszy przeprowadzone z zastosowaniem ordynacji preferencyjnej zamiast ordynacji większościowej, nie przyniosły zmiany władz w Australii. Choć kierowana przez premiera Billy'ego Hughesa Nacjonalistyczna Partia Australii straciła większość w izbie niższej, Hughes pozostał na czele gabinetu federalnego, z tym że odtąd jego rząd miał charakter mniejszościowy. Główną partią opozycyjną pozostała Australijska Partia Pracy z Frankiem Tudorem na czele. W parlamencie federalnym zadebiutowali natomiast posłowie wywodzący się ze stanowych ugrupowań agrarnych, którzy utworzyli wspólny klub parlamentarny pod nazwą Partii Wiejskiej. 

## Wyniki

### Izba Reprezentantów
Obsadzano wszystkie 75 mandatów. 
     Nacjonalistyczna Partia Australii: 37 
     Australijska Partia Pracy: 26 
     Partia Wiejska: 11 
     niezależni nacjonaliści: 1 
| partia                            | % głosów | % głosów | mandaty |
| partia                            | wynik    | zmiana   | mandaty |
| --------------------------------- | -------- | -------- | ------- |
| Nacjonalistyczna Partia Australii | 45,07    | -9,15    | 37      |
| Australijska Partia Pracy         | 42,49    | -1,45    | 26      |
| Partia Wiejska                    | 9,26     | n.d.     | 11      |
| niezależni nacjonaliści           | 1,70     | n.d.     | 1       |
| niezrzeszeni                      | 1,47     | -0,37    | 0       |

źródło: 
Kandydaci Partii Wiejskiej formalnie startowali w każdym stanie jako odrębny komitet, jednak postanowili utworzyć wspólny klub parlamentarny. 

### Senat
Nacjonalistyczna Partia Australii: 35 
     Australijska Partia Pracy: 1 
Obsadzano 19 z 36 mandatów
| partia                            | % głosów | % głosów | mandaty         | mandaty           |
| partia                            | wynik    | zmiana   | uzyskane w 1919 | posiadane łącznie |
| --------------------------------- | -------- | -------- | --------------- | ----------------- |
| Nacjonalistyczna Partia Australii | 46,40    | -8,97    | 18              | 35                |
| Australijska Partia Pracy         | 42,84    | -0,89    | 1               | 1                 |
| Partia Wiejska                    | 8,79     | n.d.     | 0               | 0                 |
| niezrzeszeni                      | 1,51     | n.d.     | 0               | 0                 |
| pozostali                         | 0,46     | n.d.     | 0               | 0                 |

źródło: 